# ウォルター・ウィリアムス
ウォルター・アレン・ウィリアムズ（Walter Allen Williams、1943年12月19日 - 2016年1月23日）は、アメリカ合衆国テキサス州ブラウンウッド出身の元プロ野球選手（外野手）・コーチ。
日本ハムファイターズ時代の登録名はW.ウイリアムス。またフルネームでの登録表記は「Walt Williams」となっていた。

## 経歴
小柄でガッチリとした体格の持ち主で、顔から下がすぐ胴体という体型で「ノーネック・ウイリアムス」と呼ばれたが、赤ん坊の頃に受けたチフス注射がきっかけであった。故郷が洪水に見舞われ、政府は病気の蔓延を防ぐためにチフス注射を行ったが、ウィリアムスは筋肉質であったため、首の後ろ以外は静脈に到達できなかった。ウィリアムスは思春期を叔母が暮らすサンフランシスコで送り、ガリレオ高校では野球の他にサッカー、バスケットボールもプレー。
MLBドラフトの制度ができる2年前の1963年にヒューストン・コルト45'sと契約し、シュアなバッティングはマイナーでは目立ったのか、1年目の1964年に20歳でMLB初出場。ネリー・フォックスやボブ・アスプロモンテなどがチームメイトであったが、その後はセントルイス・カージナルスを経て、シカゴ・ホワイトソックスに5シーズン在籍。長打はないがシュアな打撃で上位を打って活躍し、殿堂入りした名遊撃手のルイス・アパリシオが同僚であった。カルロス・メイと一緒に外野を守り、一塁にはゲイル・ホプキンスがいた。クリーブランド・インディアンス、ニューヨーク・ヤンキースでもMLBの試合に出場。
1976年には「本塁打が打てる右打者」という触れ込みで来日し、ヤンキースと業務提携していた日本ハムファイターズに移籍。背番号「29」と発表されたが、MLB時代にも付けていた背番号「13」を鍵谷康司と交換している。登録名は「ウイリアムス」で、原語の発音からは近くないが、当時としては一般的な表記であった。開幕後は本領が発揮されぬまま5月も終わろうとする中で、大沢啓二監督もウィリアムスの進退を考える時期にさしかかっていた。ウィリアムス自身も結果が出ていないことを気にしており、使うバットを代えてみたり、打席での立ち位置やバットを構える高さを調整したりしても、スタンドに打球が届かないと苛立ちが募った。カウント2ボールから「待て」のサインが出て、結果凡打に終わった時は、大沢に「アメリカではそんなサインはない。ボスのせいで打てなかった」と食ってかかった。ストライクゾーンにも戸惑い、球審にクレームをつけ、退場寸前にまでなったことも一度や二度ではなかった。大沢も5月に1本も打てなかったら代打要員にするか、態度によってはファームに行ってもらうかという腹づもりであったが、同30日のロッテ戦（川崎）で5回表に倉持明から来日1号のソロ本塁打を放った。高々と舞い上がった打球は左翼席中段に突き刺さった。外野席の観客が転々とするボールを取りあう光景を見ながら、ウィリアムスはゆっくり走り出した。43試合、183打席目でようやく最初の一発が出たウィリアムスは弾むようにベースを一周し、その後はつかえがとれたようにバットが火を噴いた。9回には松岡清治から再び左翼へダメ押しとなる2点本塁打を放ち、同じく助っ人としてその年から加入したボビー・ミッチェルも2本塁打6打点を叩き出しており、10得点中両外国人で9打点を稼いだ。ウィリアムスは「やっとホームランが打ててホッとしている。これからはもっと打てると思う。ファンのみなさんも楽しみにしていてほしい」とコメントして機嫌よく川崎を後にしたが、大沢はそれ以上に安堵して「やっと打ってくれたな。“ノーネック”の首がなんとかつながったってわけだ。ハッハッハッハ」と試合後に報道陣を笑わせた。以後、ウィリアムスのバッティングは上向き、本拠地の後楽園では本塁打がよく出た。最終的には23本塁打を記録して残留し、2年目の1977年には少し成績が落ちたが、オールスターにも出場するなど、21本塁打を放った。いつも8歳の時に母親が編んでくれた赤い毛糸帽を被って打撃練習をし、息子の教育には人一倍熱心で、日本にいた2年間の口癖は「いい家庭教師はいないか?」であった。広島に移籍していたホプキンスの勧めでアメリカンスクールに息子を通わせ、さらに個別に先生を付けようとしたほどであったが、これは「息子には俺がマイナーで苦労したような思いはさせたくない。勉強して安定した職業についてほしい」というのが親としての願いであった。長身のミッチェルと170cmにも満たないウィリアムスで「凸凹コンビ」とマスコミやファンから称されたが、ウィリアムスは同年に解雇される。MLBでは格上であったウィリアムスは、長打を連発したミッチェルとはあまり仲が良くなく、チームはウイリアムスの代わりにジーン・ロックレアを入れた。
1978年からはメキシカンリーグでプレーし、1979年限りで現役を引退。
引退後は故郷のブラウンウッドコミュニティセンターでスポーツディレクターとして働き、1988年には古巣・ホワイトソックスのベースコーチを務めた。その後はサウス・アトランティックリーグのレンジャース傘下1Aガストニア・レンジャーズ（1992年）、チャールストン・レインボーズ→リバードッグス（1993年 - 1994年）、ハートランド・リーグのアルトゥーナ・レイルキングス（1997年）で監督を歴任。
2016年1月23日、心臓発作のため死去。満72歳没。

## 詳細情報

### 年度別打撃成績
| 年 度    | 球 団    | 試 合 | 打 席 | 打 数 | 得 点 | 安 打 | 二 塁 打 | 三 塁 打 | 本 塁 打 | 塁 打 | 打 点 | 盗 塁 | 盗 塁 死 | 犠 打 | 犠 飛 | 四 球 | 敬 遠 | 死 球 | 三 振 | 併 殺 打 | 打 率 | 出 塁 率 | 長 打 率 | O P S |
| -------- | -------- | ----- | ----- | ----- | ----- | ----- | -------- | -------- | -------- | ----- | ----- | ----- | -------- | ----- | ----- | ----- | ----- | ----- | ----- | -------- | ----- | -------- | -------- | ----- |
| 1964     | HOU      | 10    | 10    | 9     | 1     | 0     | 0        | 0        | 0        | 0     | 0     | 1     | 0        | 1     | 0     | 0     | 0     | 0     | 2     | 0        | .000  | .000     | .000     | .000  |
| 1967     | CWS      | 104   | 296   | 275   | 35    | 66    | 16       | 3        | 3        | 97    | 15    | 3     | 2        | 2     | 0     | 17    | 0     | 2     | 20    | 7        | .240  | .289     | .353     | .642  |
| 1968     | CWS      | 63    | 142   | 133   | 6     | 32    | 6        | 0        | 1        | 41    | 8     | 0     | 1        | 2     | 1     | 4     | 1     | 2     | 17    | 4        | .241  | .271     | .308     | .580  |
| 1969     | CWS      | 135   | 507   | 471   | 59    | 143   | 22       | 1        | 3        | 176   | 32    | 6     | 2        | 5     | 2     | 26    | 1     | 3     | 33    | 5        | .304  | .343     | .374     | .716  |
| 1970     | CWS      | 110   | 340   | 315   | 43    | 79    | 18       | 1        | 3        | 108   | 15    | 3     | 3        | 2     | 2     | 19    | 0     | 2     | 30    | 5        | .251  | .296     | .343     | .639  |
| 1971     | CWS      | 114   | 397   | 361   | 43    | 106   | 17       | 3        | 8        | 153   | 35    | 5     | 5        | 4     | 3     | 24    | 1     | 5     | 27    | 6        | .294  | .344     | .424     | .767  |
| 1972     | CWS      | 77    | 236   | 221   | 22    | 55    | 7        | 1        | 2        | 70    | 11    | 6     | 1        | 1     | 1     | 13    | 1     | 0     | 20    | 3        | .249  | .289     | .317     | .606  |
| 1973     | CLE      | 104   | 371   | 350   | 43    | 101   | 15       | 1        | 8        | 142   | 38    | 9     | 4        | 4     | 2     | 14    | 2     | 1     | 29    | 8        | .289  | .316     | .406     | .722  |
| 1974     | NYY      | 43    | 56    | 53    | 5     | 6     | 0        | 0        | 0        | 6     | 3     | 1     | 0        | 1     | 1     | 1     | 0     | 0     | 10    | 3        | .113  | .127     | .113     | .240  |
| 1975     | NYY      | 82    | 200   | 185   | 27    | 52    | 5        | 1        | 5        | 74    | 16    | 0     | 1        | 3     | 1     | 8     | 1     | 3     | 23    | 4        | .281  | .320     | .400     | .720  |
| 1976     | 日本ハム | 122   | 520   | 494   | 62    | 141   | 18       | 1        | 23       | 230   | 57    | 12    | 7        | 1     | 2     | 21    | 1     | 2     | 17    | 4        | .285  | .316     | .466     | .782  |
| 1977     | 日本ハム | 117   | 487   | 458   | 62    | 123   | 20       | 6        | 21       | 218   | 65    | 10    | 1        | 2     | 8     | 18    | 0     | 1     | 37    | 9        | .269  | .293     | .476     | .769  |
| MLB:10年 | MLB:10年 | 842   | 2555  | 2373  | 284   | 640   | 106      | 11       | 33       | 867   | 173   | 34    | 19       | 25    | 13    | 126   | 7     | 18    | 211   | 45       | .270  | .310     | .365     | .675  |
| NPB:2年  | NPB:2年  | 239   | 1007  | 952   | 124   | 264   | 38       | 7        | 44       | 448   | 122   | 22    | 8        | 3     | 10    | 39    | 1     | 3     | 54    | 13       | .277  | .305     | .277     | .582  |

### 記録
NPB初記録
- 初出場・初先発出場：1976年4月3日、対ロッテオリオンズ前期1回戦（後楽園球場）、4番・中堅手で先発出場
- 初安打：同上、6回裏に村田兆治から左翼線二塁打
- 初打点：1976年4月5日、対ロッテオリオンズ前期3回戦（後楽園球場）、6回裏に成田文男から適時打
- 初本塁打：1976年5月30日、対ロッテオリオンズ前期11回戦（川崎球場）、5回表に倉持明から左越ソロ

NPBその他の記録
- オールスターゲーム出場：1回 （1977年）

### 背番号
- 28（1964年）
- 3（1967年 - 1972年）
- 13（1973年 - 1977年）